# К-1М8

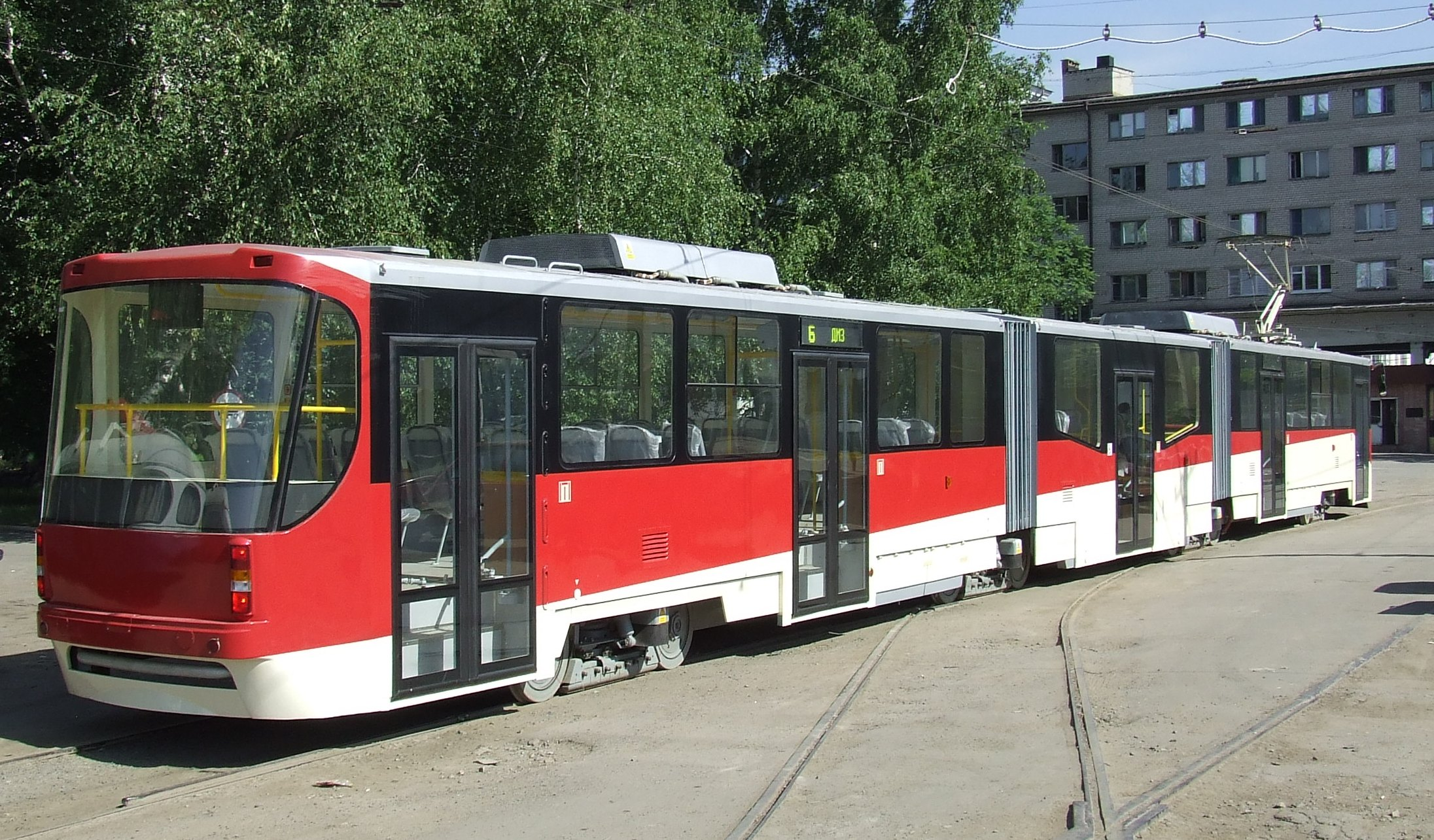
Вид сзади

К-1М8 — модель трёхсекционного трамвайного вагона, разработанная предприятием «Татра-Юг» в 2006 году. Модификация модели К-1.

## Описание
В 2006 году украинским предприятием «Татра-Юг» был изготовлен трёхсекционный трамвайный вагон типа К-1М8 с низким уровнем пола в средней части вагона (360 мм от головки рельса). Секции вагона сочленены шарнирно-шкворневыми устройствами, смонтированными на ходовых тележках. В переходах между секциями установлены переходные меха с поворотными кругами. На вагоне установлено два тяговых привода с преобразователями на IGBT-транзисторах, управляемых с пульта водителя. На вагоне применён статический преобразователь электроэнергии для питание бортовых низковольтных систем. Он также изготовлен на IGBT-транзисторах. Установлен современный токоприёмник, а также радиоинформатор с цифровой системой звукозаписи.
В данный момент 4 трамвая эксплуатируются в Киеве.

### Ходовая часть
Тяговые двигатели размещены на раме тележки и соединены с редукторами с помощью карданных валов. Для обеспечения более тихого хода колёса подрессорены резиновыми элементами.

### Тормозная система
Вагон оборудован следующими видами тормозов:
- электродинамическим;
- механическим (дисковым);
- электромагнитным рельсовым.

### Кузов
Кузов стальной, сварной несущей конструкции из штампованных профилей с обшивкой из листовой стали. Кузов оснащён большими окнами (по сравнению с Татрой Т3), которые обеспечивают освещённость салона и обзор. Вагон снабжён пятью двустворчатыми дверями планетарного типа. Отопление пассажирского салона обеспечивают отопительные элементы, размещённых в боковых стенках вагона. Кабина водителя отапливается с помощью отдельного электрокалорифера. Вагон оборудован удобными сидениями.
Освещение салона пассажиров обеспечено с помощью ламп дневного света.

### Электропривод
На вагоне использованы тяговые электродвигатели с самовентиляцией. Тяговый привод имеет преобразователь на IGBT-транзисторах, обеспечивающий раздельное управление тележками. Электрооборудование вагона снабжено системой защиты от юза и боксования. В результате этого повышается безопасность эксплуатации при торможении и уменьшается износ колёс. Для зарядки аккумуляторной батареи и питания низковольтных цепей (24 В) применяется статический преобразователь ИПТ 820/28-160.